# Campomanesia lundiana
Campomanesia lundiana ist eine ausgestorbene Pflanzenart aus der Familie der Myrtengewächse (Myrtaceae). Sie war im brasilianischen Bundesstaat Rio de Janeiro endemisch. 
Der Gattungsname ehrt den spanischen Juristen Pedro Rodriguez de Campomanes y Pérez de Sorriba (1723–1802).  Das Artepitheton ehrt den dänischen Botaniker Samsøe Lund, der 1825 das Typusmaterial sammelte. Campomanesia lundiana wurde 1892 vom dänischen Botaniker Hjalmar Kiærskou als Britoa lundiana beschrieben und 1967 von Joáo Rodrigues de Mattos in die Gattung Campomanesia gestellt. 

## Merkmale
Campomanesia lundiana war ein Baum oder Strauch von nicht beschriebener Höhe. Die jungen Zweige waren dunkel rötlich-braun mit gelben, aufgerichteten, seidenweichen ungefähr 1,5 Millimeter langen Härchen sowie einem schimmernden und etwas metallischen Glanz. Die dichte Behaarung verschwand mit zunehmendem Alter. Die verkehrt lanzettlichen Laubblätter waren 7 bis 12 Zentimeter lang und 2 bis 3,6 Zentimeter breit.  Die Blattoberseite war entlang der Mittelrippe schwach flaumhaarig und sonst haarlos. Die Blattunterseite war schwach flaumhaarig bis haarlos. Die Blattspitze war spitz bis angespitzt. Der Blattgrund war keilförmig und manchmal stumpf. Der rinnenlose, schwach behaarte oder haarlose Blattstiel war 3 bis 6 Millimeter lang und ungefähr 1 bis 1,5 Millimeter dick. Die Mittelrippe und die Seitenadern waren an der Blattoberseite eingedrückt und an der Blattunterseite hervorstehend.

## Status
Campomanesia lundiana ist nur vom Typusmaterial bekannt, das Samsoe Lund 1825 nach eigenen Angaben in der Umgebung von Rio de Janeiro gesammelt hatte. Da diese Region aber ziemlich gut erforscht ist und die Art bis heute nicht wiederentdeckt wurde, ist es auch möglich, dass das Material aus Minas Gerais stammt, da Samsoe Lund hauptsächlich in diesem Bundesstaat als Sammler tätig war.